# Grímur
Cette page présente le prénom Grímur ainsi que ses variantes.
Grímur est un prénom masculin islandais.
Le prénom Grímur est à l'origine du patronyme islandais Grímsson signifiant « Fils de Grím(ur) ».

## Étymologie
Grímur est dérivé du vieux norrois GrímR « personne masquée, casquée ».

## Personnalités portant ce prénom
- Grímur Jónsson Thorkelin (1752–1829), archiviste danois d'origine islandaise ;
- Grímur Hákonarson (1977–), réalisateur et scénariste islandais ;
- Grímur Thomsen (en) (1820–1896), poète islandais.

- Pour l'ensemble des articles sur les personnes portant ce prénom, consulter :
  - la liste des articles dont le titre commence par ce prénom
  - les listes produites par Wikidata : Liste des personnes de prénom « Grímur » — même liste en incluant les éventuels prénoms composés qui contiennent « Grímur ».